# 国道291号

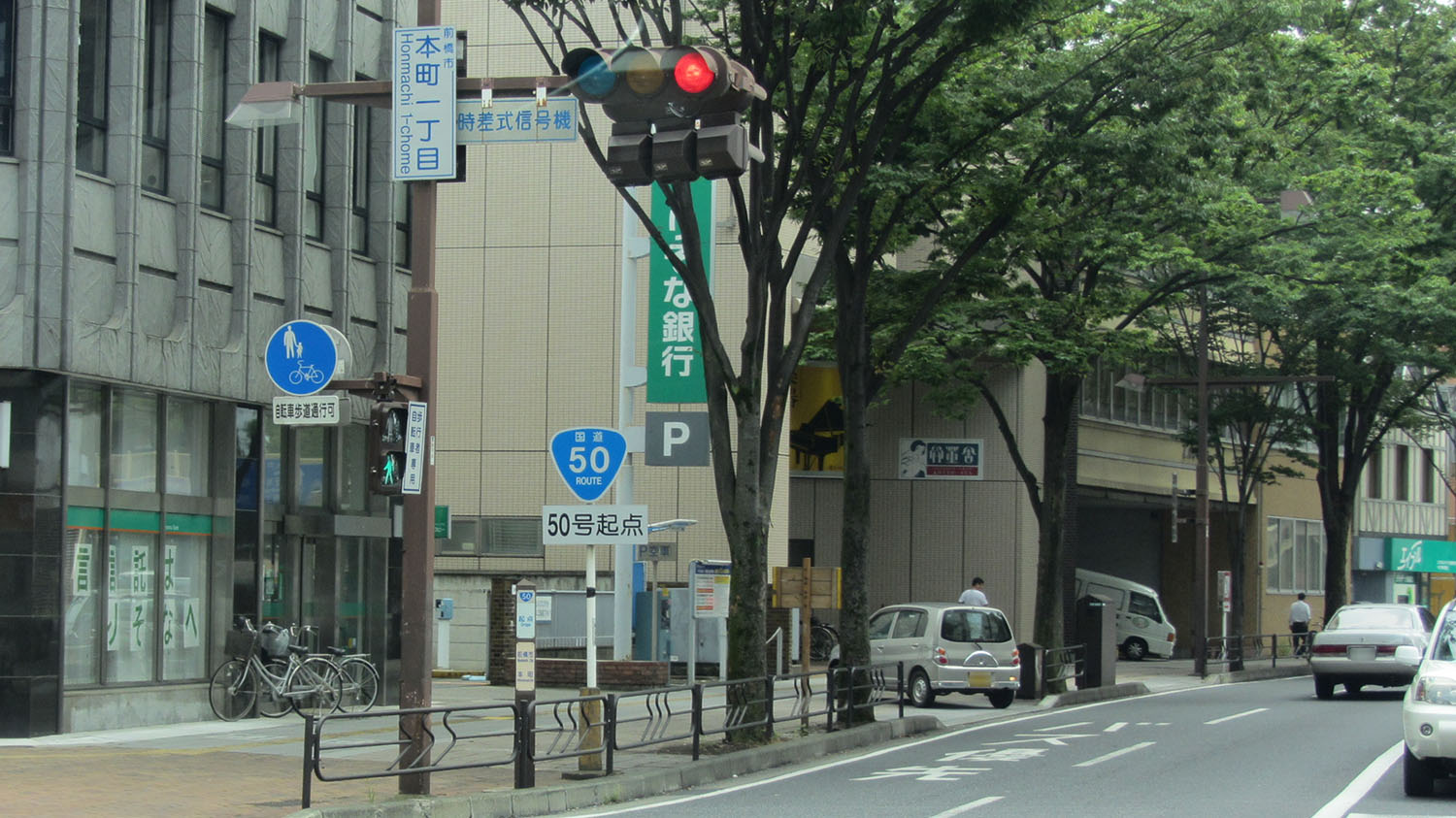
国道291号 起点
群馬県前橋市 本町一丁目交差点
（国道50号 起点）

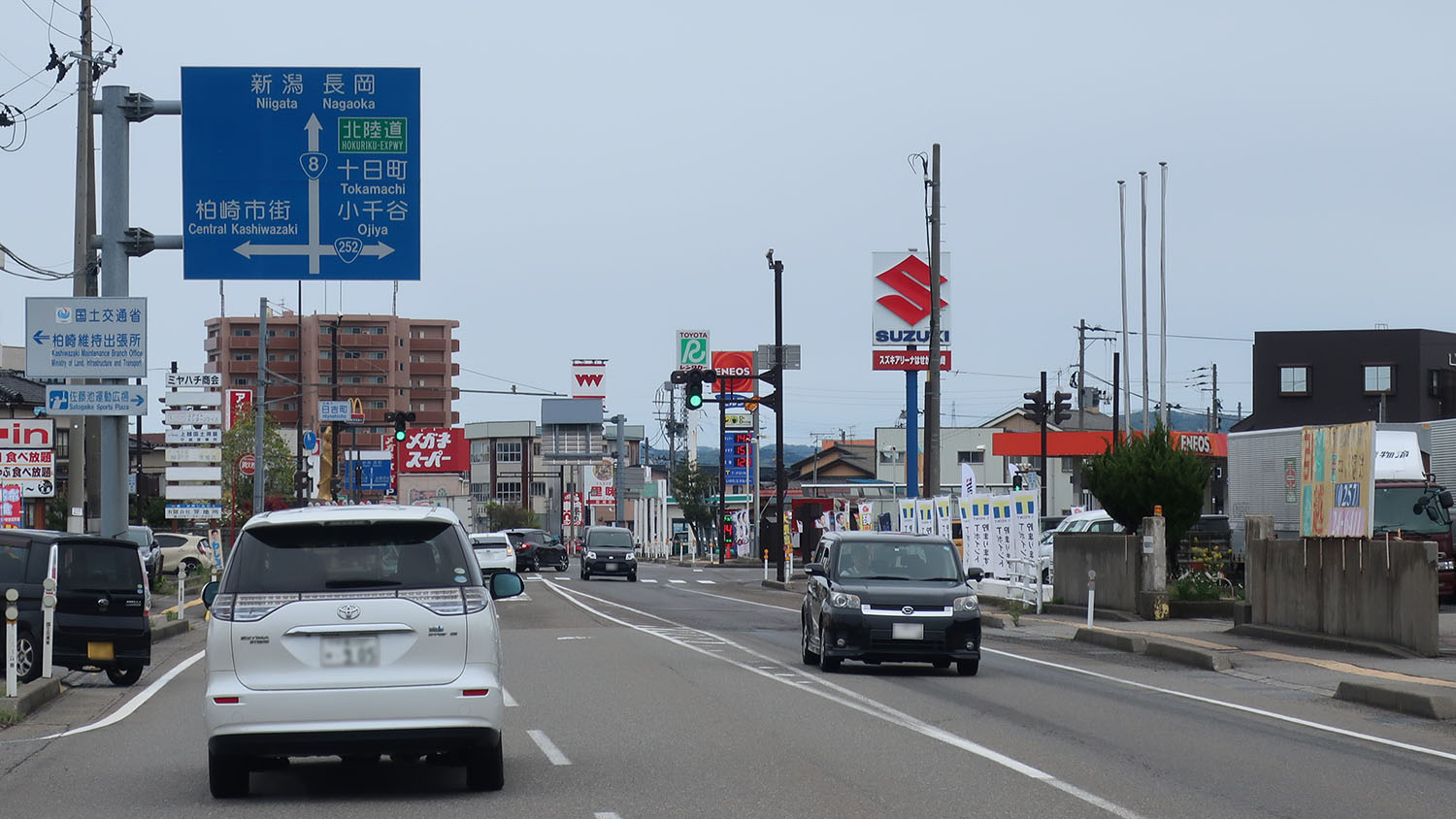
国道291号 終点
新潟県柏崎市 日吉町交差点
（国道252号 起点）

国道291号（こくどう291ごう）は、群馬県前橋市から新潟県柏崎市に至る一般国道である。

## 概要

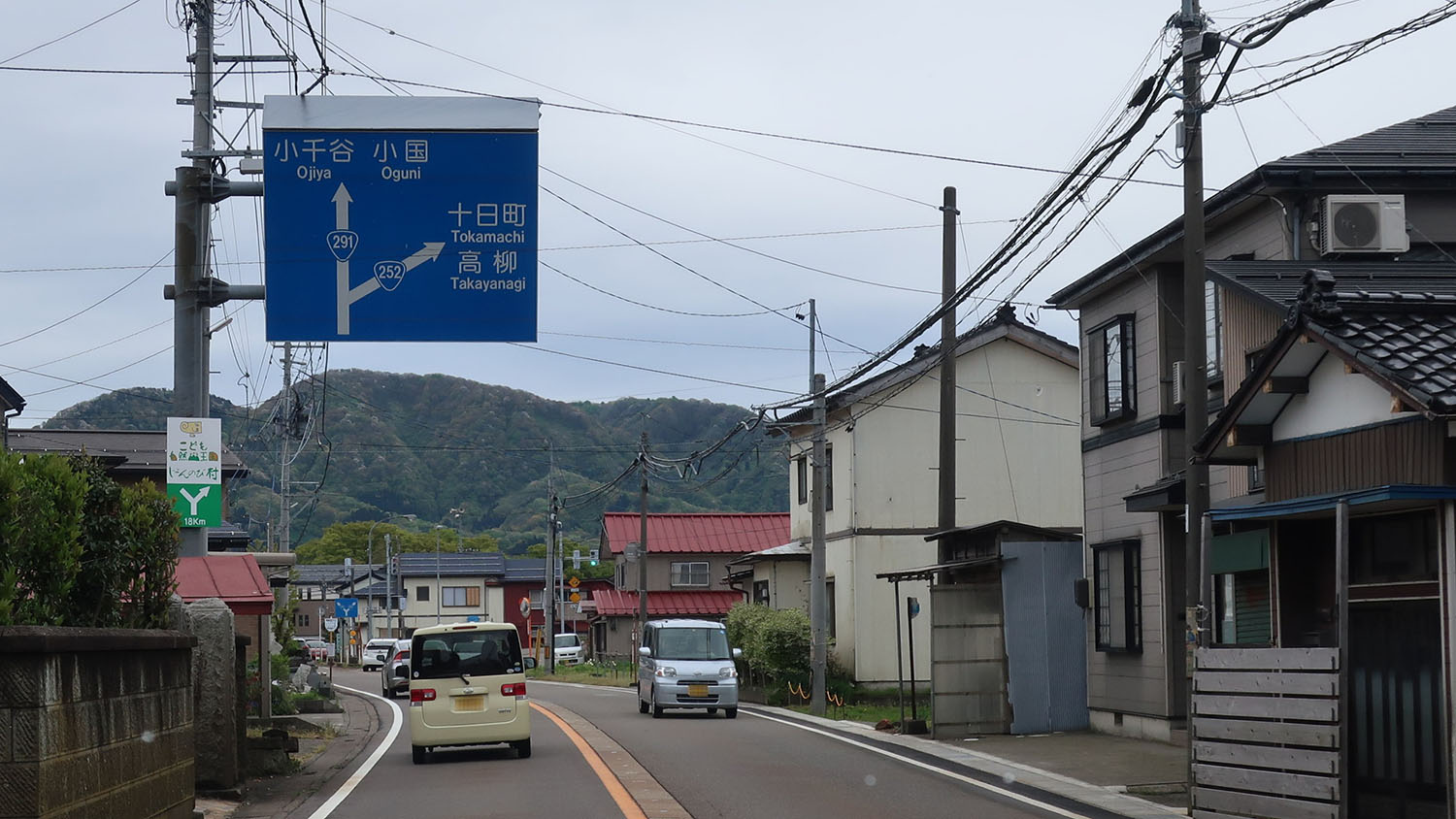
国道252号との分岐
新潟県柏崎市安田

群馬・新潟両県をまたぐ谷川連峰の清水峠を越える延長約188 kmの国道で、1885年（明治18年）に当時の国道8号として開通している。
群馬県内は、当初は起点の前橋市から旧利根郡月夜野町（現利根郡みなかみ町）までの間がすべて国道17号との重複区間になっており、実質月夜野から谷川連峰方面を結ぶだけの路線だったが、国道17号のバイパス建設が進むにつれて、国道17号旧道を群馬県に順次移管するかたちで実延長が延びている。月夜野からは国道17号からいったん別れ、利根川源流域の谷川岳へと向かう。
県境付近の清水峠は険しい山岳地帯であることから車両が通行不能な区間（点線国道）が約15 km続いており、とくに豪雪地帯でもある新潟県側の山岳区間は100年以上放置された結果荒れ果て、登山者の通行すら困難であり、廃道同然となっている。しかし国道の指定解除手続きなどは行われておらず、依然として国道扱いとなっている。ただし、現在発行が続けられている2万5千分の1地形図や地理院地図では、実質廃道状態となっている区間の登山道表記が抹消されている。
新潟県内では、谷川岳を下り、南魚沼市（旧南魚沼郡六日町）市街より国道17号と再び並行した後、魚沼市の旧小出町内においては国道17号と重複し、小出町内から同旧広神村村域まで国道252号および国道352号と三重複した後、長岡市旧山古志村村域を経由し、小千谷駅前まで国道17号の旧道を南進し、小千谷市からは西進、日本海側の柏崎市に達して再度国道252号と合流してから、国道8号と接続する。
国道17号との並行・重複区間では、高速道路である関越自動車道とも経路がほぼ並行しており、水上インターチェンジ (IC) や魚沼IC、小千谷ICで相互接続するほか、柏崎市内では柏崎ICで北陸自動車道と接続する。

### 路線データ
一般国道の路線を指定する政令に基づく起終点および重要な経過地は次のとおり。
- 起点：前橋市（本町一丁目交差点 = 国道17号上、国道50号起点）
- 終点：柏崎市（日吉町交差点 = 国道8号交点、国道252号起点）
- 重要な経過地：渋川市、群馬県北群馬郡子持村[注釈 3]、沼田市、同県利根郡月夜野町[注釈 4]、同郡水上町[注釈 4]、新潟県南魚沼郡六日町[注釈 5]、同県北魚沼郡小出町[注釈 6]、同郡湯之谷村[注釈 6]、同郡広神村[注釈 6]、小千谷市、同県刈羽郡小国町[注釈 7]
- 総延長 : 187.9 km（群馬県 79.7 km、新潟県 108.2 km）重用延長を含む[3][注釈 8]
- 重用延長 : 37.0 km（群馬県 27.7 km、新潟県 9.3 km）[3][注釈 8]
- 未供用延長 : なし[3][注釈 8]
- 実延長 : 151.0 km（群馬県 52.1 km、新潟県 98.9 km）[3][注釈 8]
  - 現道 : 149.2 km（群馬県 52.1 km、新潟県 97.2 km）[3][注釈 8]
  - 旧道 : なし[3][注釈 8]
  - 新道 : 1.8 km（群馬県 - km、新潟県 1.8 km）[3][注釈 8]
- 指定区間：国道17号と重複する区間（群馬県前橋市・本町一丁目交差点（起点） - 田口町南交差点、渋川市・半田交差点 - 吾妻新橋南交差点、渋川市・長坂交差点 - 沼田市・下川田町交差点、利根郡みなかみ町・政所川原交差点 - 上津大原交差点、新潟県魚沼市・古新田交差点 - 四日町交差点）[4]

## 歴史
- 1871年（明治11年） - 大久保利通が清水峠越えの国道開削を提案[1]。
- 1885年（明治18年） - 旧・国道8号として開通[1]。
- 1922年（大正9年） - 県道前橋新潟線に降格[1]。
- 1970年（昭和45年）4月1日 - 群馬県前橋市 - 新潟県北魚沼郡小出町の区間が、一般国道291号となる。
- 1982年（昭和57年）4月1日 - 群馬県前橋市 - 新潟県柏崎市の区間が、一般国道291号となる。
- 1998年（平成10年）12月 - 中山トンネルの供用開始により日本最長の手掘り隧道中山隧道の狭小区間が解消される。
- 1999年（平成11年） - 国道17号沼田バイパスを国道17号現道とし、旧道を群馬県に移管・国道17号区間外となり、国道291号単独区間となる[注釈 9]。
- 2004年（平成16年）10月23日 - 新潟県中越地震による災害に伴い、長岡市古志東竹沢 - 小千谷市小栗山間（約10 km）が通行不可となる[6]。
- 2006年（平成18年）9月3日 - 新潟県中越地震により通行不可だった区間が直轄権限代行により全線復旧する[7]。
- 2015年（平成27年）4月1日 - 国道17号鯉沢バイパスを国道17号現道とし、旧道を群馬県に移管・国道17号区間外となり、国道291号単独区間となる[注釈 10][8]。
- 2017年（平成29年）4月1日 - 国道17号前橋渋川バイパスを国道17号現道とし、旧道を群馬県に移管・国道17号区間外となり、国道291号単独区間となる[9]。

### 旧道

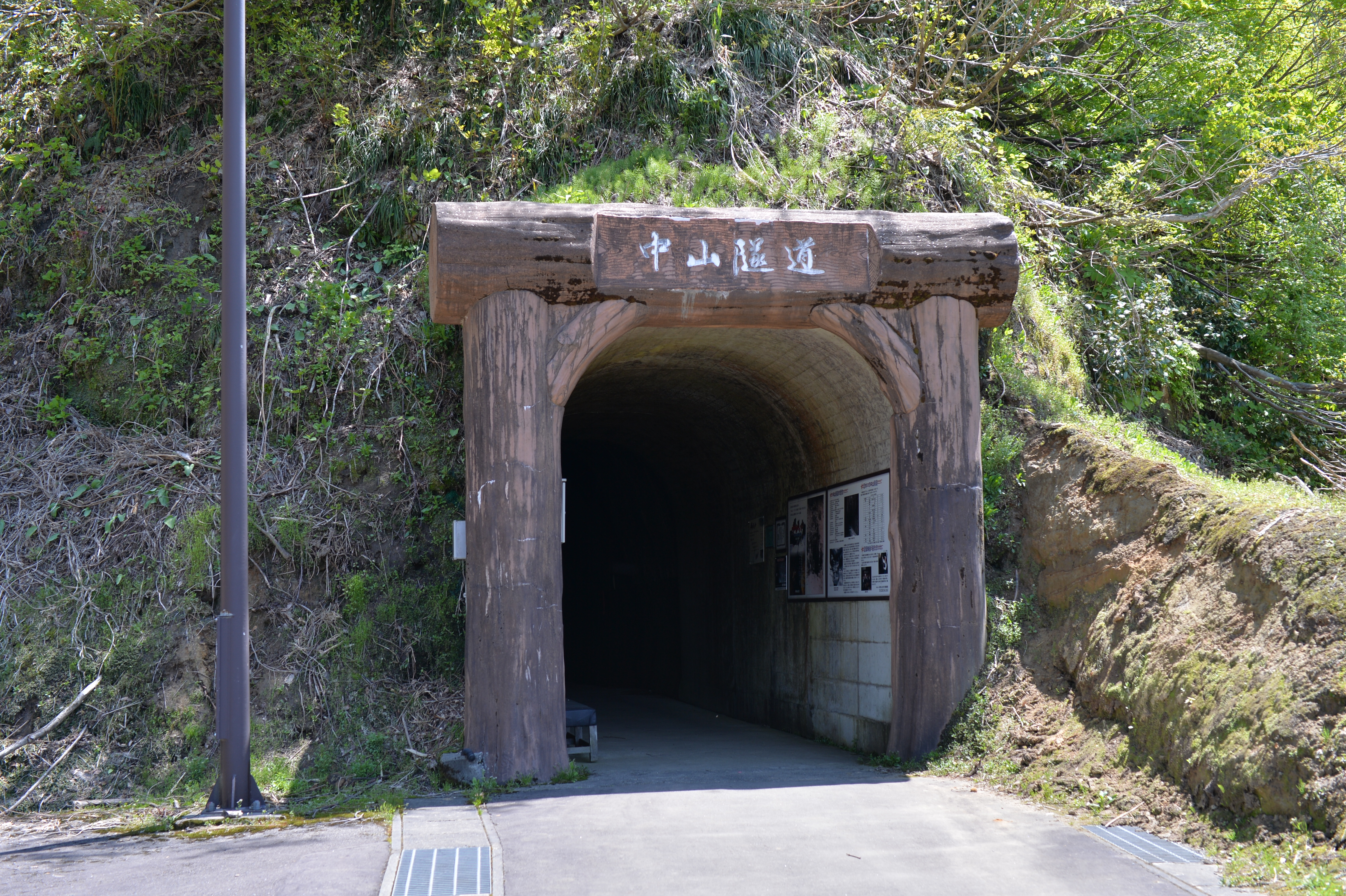
中山隧道（新潟県）

1982年（昭和57年）の路線延伸によって加わった新潟県魚沼市・長岡市間の中山隧道は、全長922 mの日本最長の手掘りの道路隧道で、その幅はわずか2 mほどしかなく、一般国道で随一の狭隘トンネルとして知られていた。1998年（平成10年）の中山トンネル開通を機に旧道化し、国道291号の指定を外されて、現在では観光名所として保存されている。但し、広神側坑口付近で落盤があり、現在は山古志側の50 m程度を残して立入禁止となっている。

## 路線状況
実延長 150.7 kmのうち、車道幅員5.5 m以上の改良済延長は110.0 kmで改良率は73.0 %である 。

### 通称
- 清水街道（群馬県側）
- 越後闘牛街道（長岡市、小千谷市）

### バイパス

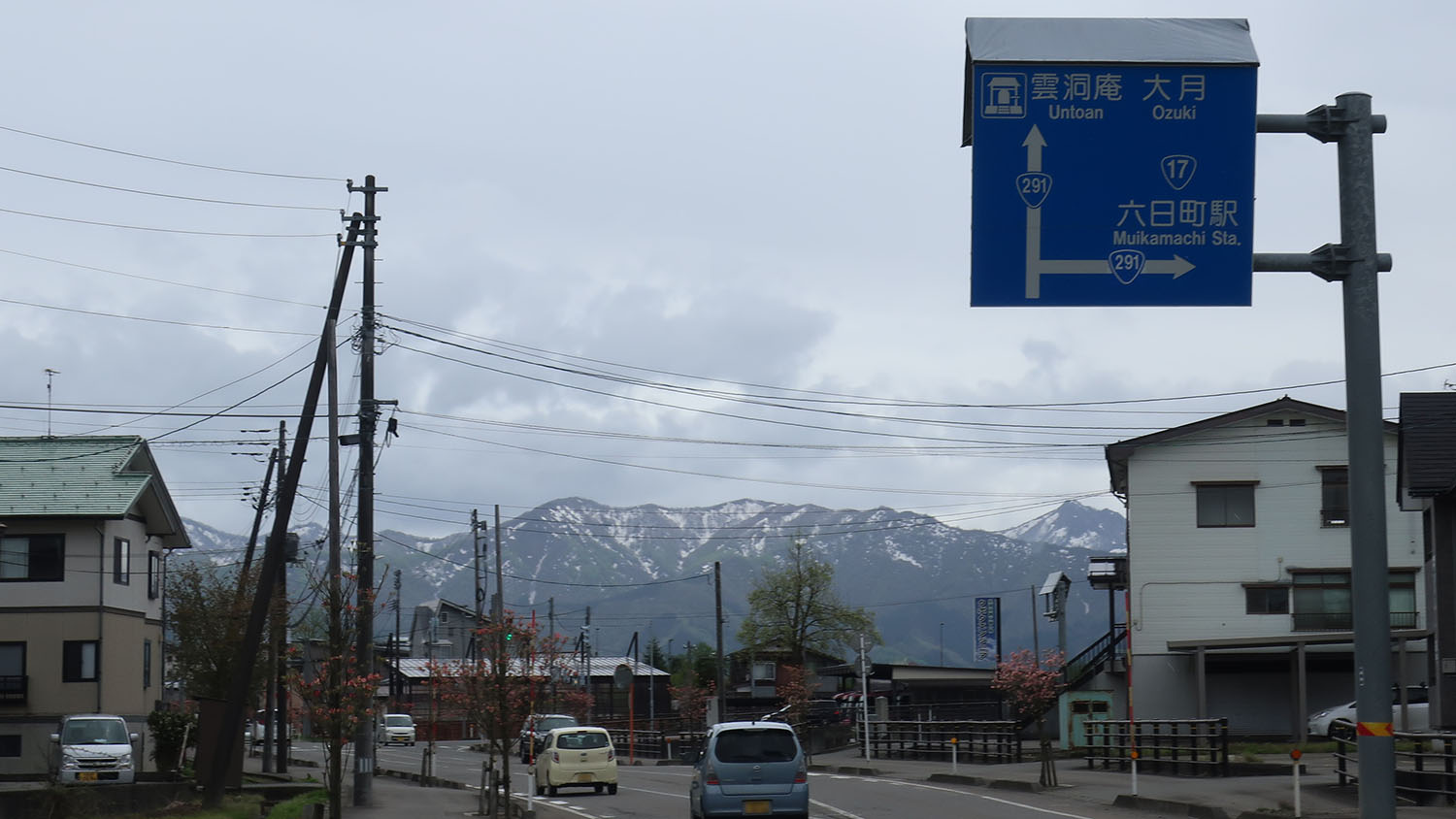
坂戸バイパスと現道との分岐
新潟県南魚沼市坂戸

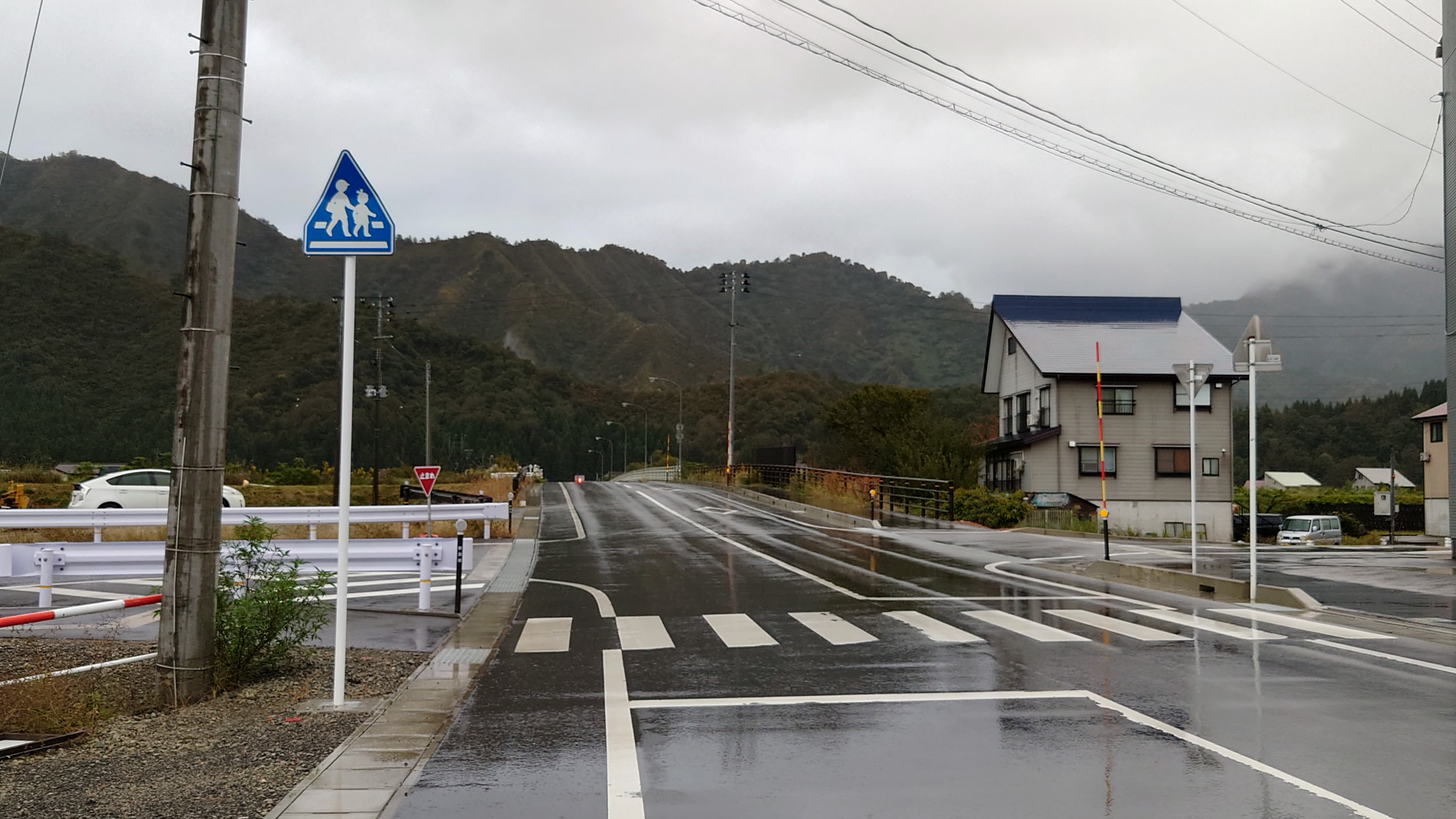
国道291号西泉田バイパス

渋川バイパス（しぶかわバイパス、渋川市）
半田交差点 - 吾妻新橋南交差点 - 阿久津交差点間を指し、特に吾妻新橋南交差点 - 阿久津交差点間は国道291号単独区間となっているが、国道291号のバイパス道路として建設されたわけではない。これは、かつて国道17号のバイパス道路として建設され、後に途中の吾妻新橋南交差点から分岐して国道17号の新しいバイパスである鯉沢バイパスが建設された経緯の名残である（渋川バイパスの旧道は現在群馬県道）。
月夜野バイパス（つきよのバイパス、沼田市 - みなかみ町）
国道17号バイパスとして建設された井土上町交差点 - 月夜野IC - 上津大原交差点 - 押出交差点間のうち、井土上町交差点 - 上津大原交差点 が国道17号との重複区間とされた。後に国道17号沼田市街の混雑解消のため建設された沼田バイパスが、月夜野バイパス起点の約250 m西に新設された政所河原交差点を終点として接続、沼田バイパスと月夜野バイパス新潟県側が直線化された。これに伴い、沼田バイパスの現道が国から群馬県に移管され、下川田町交差点 - 戸鹿野町交差点間が国道120号との重複区間、戸鹿野町交差点 - 政所河原交差点間が国道291号単独区間となった。
坂戸バイパス（さかとバイパス、南魚沼市）
新潟県南魚沼市東泉田から同市二日町までを結ぶ計画総延長3.5 kmのバイパス道路である。
魚野川左岸に位置するJR六日町駅付近は市の中心部であることに加え狭隘区間があることから渋滞箇所となっている。この区間を迂回することを目的として計画され、魚野川の右岸側にある坂戸地区を経由するルートが採用された。二日町から中間の坂戸橋までの延長2.8 kmの区間は1998年に供用を開始し、これに伴い旧道の区間は国道指定から外された。残る坂戸橋から東泉田までの区間は坂戸城址の保存などを巡って工事が遅れ、2013年（平成25年）9月18日に供用を開始した。この際、坂戸橋は国道区域を外れ、代わりに六日町大橋が国道となった。
西泉田バイパス（にしいずみだバイパス、南魚沼市）
南魚沼市西泉田で整備が進められた延長440 mのバイパス道路で、2016年度（平成28年度）に事業化され、2022年（令和4年）12月7日に開通した。これに伴い、六日町大橋以南の坂戸バイパスを現道として合わせて泉田橋を国道に編入し、旧道は県道大月六日町線および県道六日町停車場線となり六日町大橋は国道区域から外れた。
大崎改良（南魚沼市）
南魚沼市大崎から黒土までの区間。大崎地区内は狭隘区間であり、特に八海山から坊谷山までの尾根を越える峠道には見通し不良区間を有している。この区間を高架橋や大崎トンネルを含めた新道によって迂回するものをいう。
湯谷越バイパス（南魚沼市 - 魚沼市）
南魚沼市芋赤から関越自動車道魚沼ICを経由し、魚沼市古新田までを結ぶ総延長5.43 kmのバイパス道路である。旧道は芋赤から虫野へ至り、国道17号と合流するルートをとっていた。2003年に供用を開始。
桜町トンネル（小千谷市 - 長岡市）
小千谷市から新潟県長岡市小国（旧小国町）までの区間。2001年11月30日に供用を開始。旧道の桜町隧道は通行不能となっている。

### 重複区間
- 国道17号（群馬県前橋市・本町一丁目交差点 - 前橋市田口町・田口町南交差点）
- 国道17号（群馬県渋川市半田・半田交差点 - 渋川市渋川・吾妻新橋南交差点）
- 国道353号（群馬県渋川市渋川・下郷交差点 - 渋川市渋川・吾妻新橋南交差点）
- 国道17号（群馬県渋川市中郷・長坂交差点 - 沼田市・下川田町交差点）
- 国道120号、国道401号（群馬県沼田市・下川田町交差点 - 沼田市・戸鹿野町交差点）
- 国道17号（群馬県利根郡みなかみ町・政所川原交差点 - 利根郡みなかみ町・上津大原交差点）
- 国道17号（新潟県魚沼市中原・古新田交差点 - 魚沼市・四日町交差点）
- 国道252号、国道352号（新潟県魚沼市・四日町交差点 - 魚沼市・並柳東交差点）
- 国道252号（新潟県柏崎市安田・鳥越交差点 - 柏崎市・日吉町交差点）

### 道路施設

#### 橋梁
- 坂東橋（渋川市・利根川）
- 吾妻橋（渋川市・利根川）
- 黒岩橋（みなかみ町・赤谷川）
- 旭橋（南魚沼市・魚野川）
- 泉田橋（南魚沼市・魚野川）
- 三国川橋（南魚沼市・三国川）
- 黒金橋（南魚沼市・水無川）
- 新宇賀地橋（長岡市・芋川）
- 旭橋（小千谷市・信濃川）
- 昭和橋（長岡市・渋海川）
- 小坂橋（柏崎市・鯖石川）

#### トンネル
- 美佐島トンネル（南魚沼市）
- 大崎トンネル（南魚沼市）
- 城山トンネル（南魚沼市湯谷 - 魚沼市干溝）
- 中山トンネル（魚沼市水沢 - 長岡市山古志東竹沢）
- 山古志トンネル（長岡市）
- 東山トンネル（小千谷市）
- 桜町トンネル（小千谷市桜町 - 長岡市小国町七日町）
- 武石トンネル（長岡市小国町武石 - 柏崎市東条）

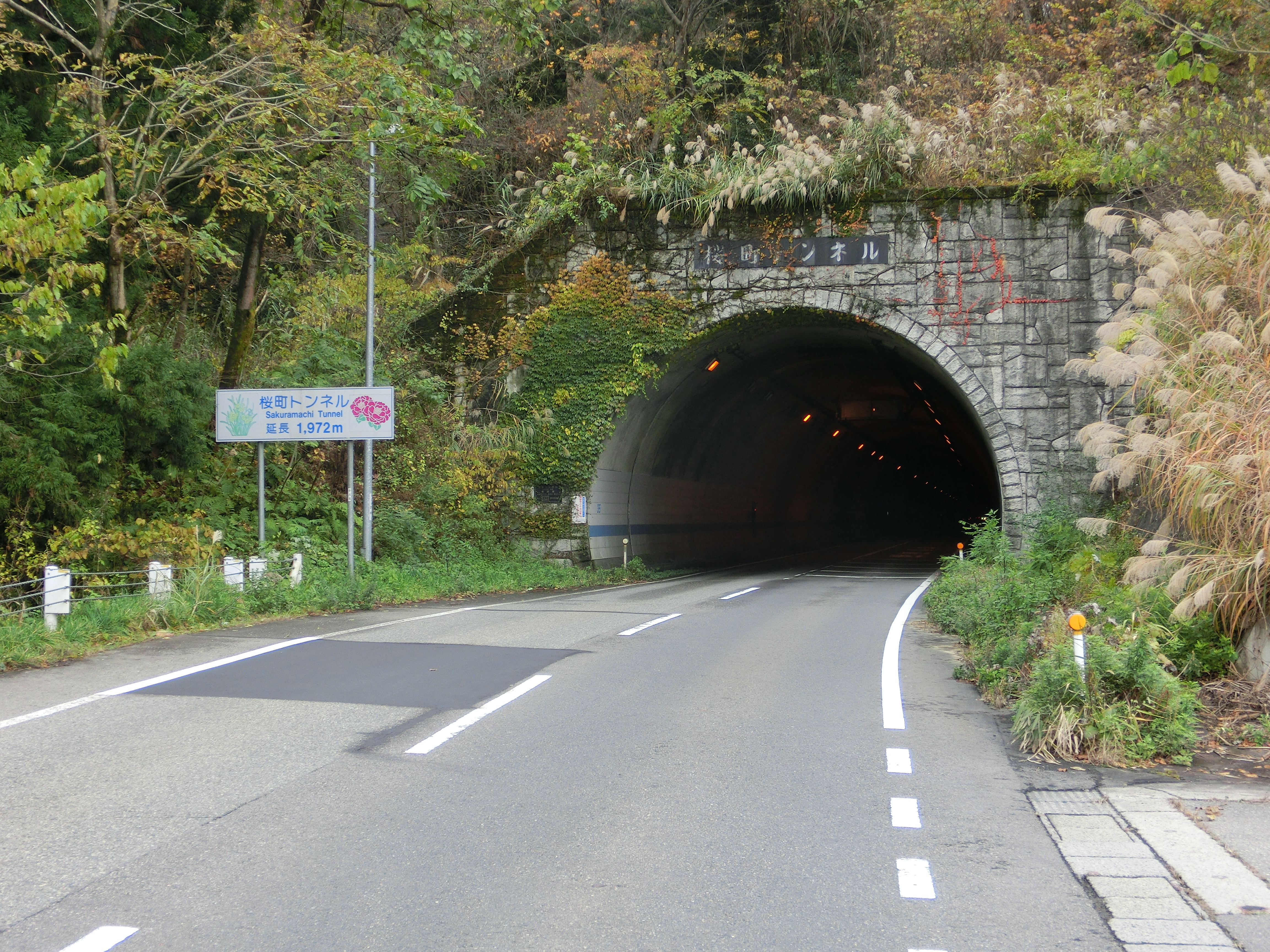
桜町トンネル入口（新潟県小千谷市桜町）
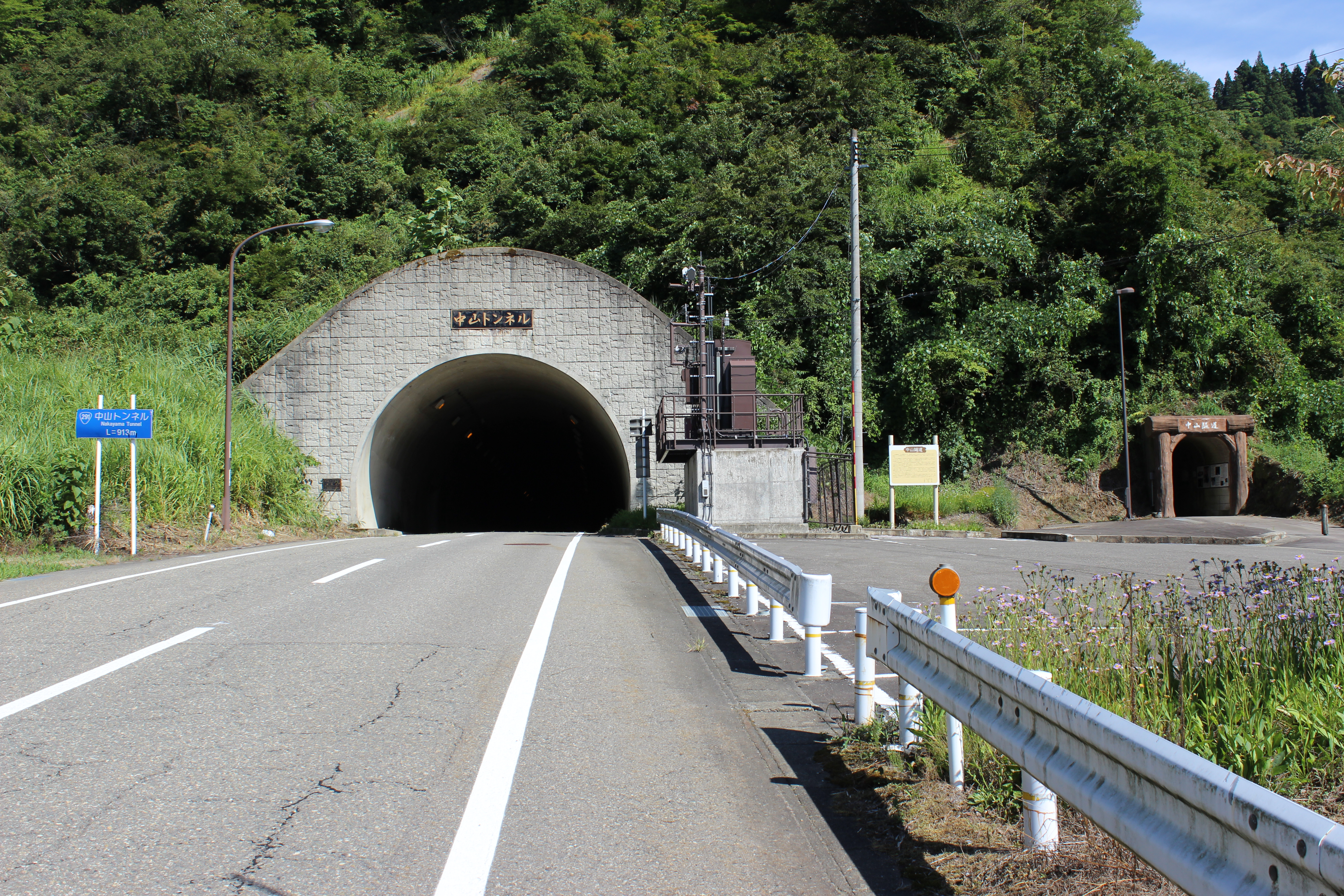
中山トンネルと、右側に中山隧道（長岡口）

#### 道の駅
- 群馬県
  - みなかみ水紀行館（利根郡みなかみ町）

### 車両通行不能区間

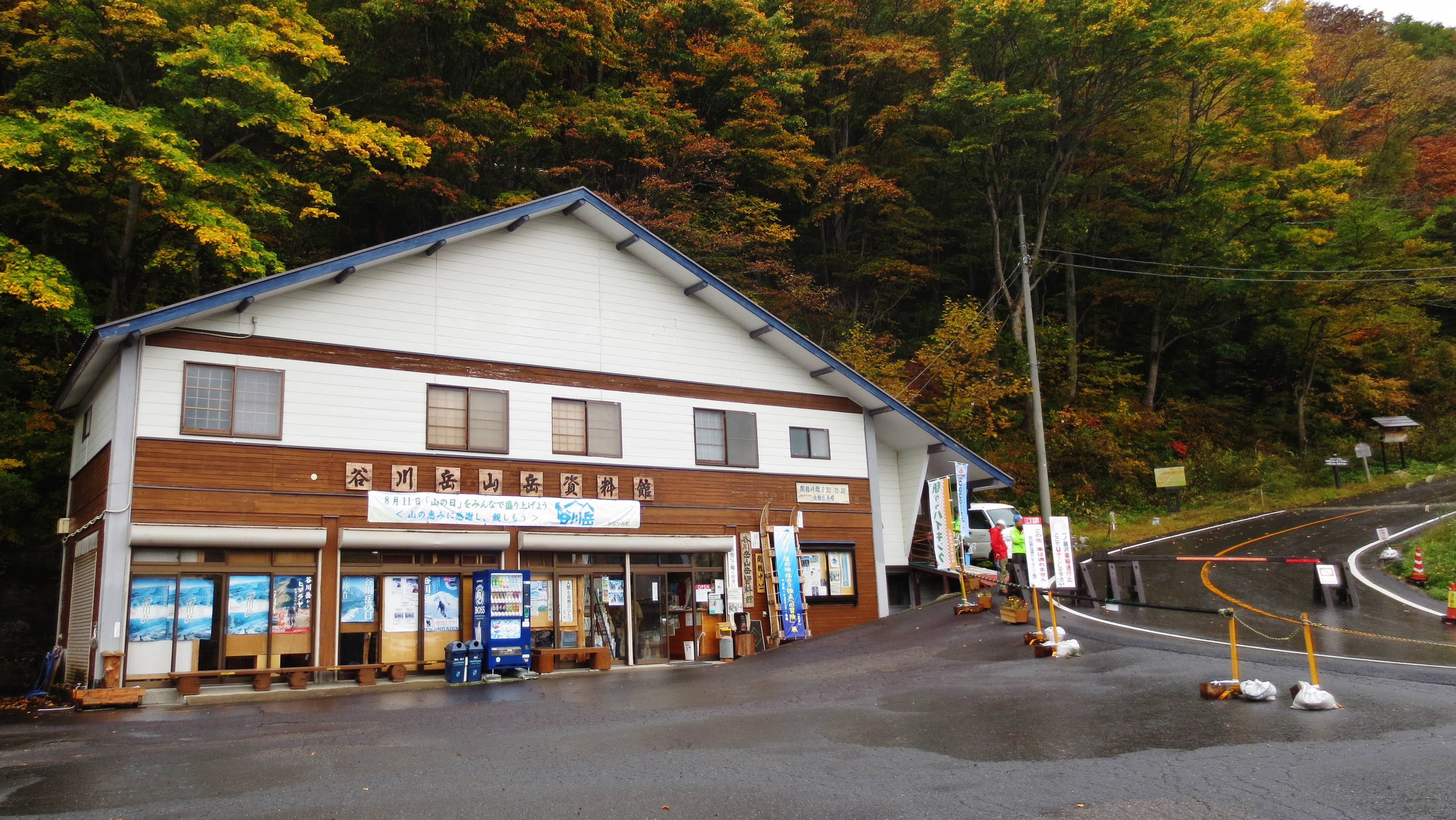
群馬県みなかみ町・谷川岳山岳資料館（これより一ノ倉沢方面はマイカー規制中）

- 利根郡みなかみ町湯桧曽・一ノ倉沢 - 清水峠 - 南魚沼市清水

1885年（明治18年）9月に明治政府指定の旧国道8号として開通した当時は馬車の通行が可能な規格で整備されており、馬車同士がすれ違うこともできたほどの幅員の広い車道で、新潟県側の最奥部付近には短いながらもトンネルが設けられるなど、当時としては破格な高規格の山岳道路だった。しかし開通から程なくして各所で土砂崩れや雪崩などによる路盤決壊や橋の流失が相次ぎ、前述のトンネルも崩壊埋没してしまい、ついには車両通行そのものが完全に不可能となってしまった。その後現在に至るまで車道として再開通させる具体的な計画は立てられていない。
群馬県側は、谷川岳ロープウェイ土合口駅前先の谷川岳登山指導センター下（谷川岳山岳資料館前） - 一ノ倉沢（車道終点）の区間で一般車両の通行が通年規制されている（冬季は歩行者を含め通行止め）。冬季閉鎖期間外は、みなかみ町が土合口駅前 - 一ノ倉沢間で観光向け電気バスを運行している。その先の一ノ倉沢 - 芝倉沢 - 清水峠 - 居坪坂（井坪坂）分岐の区間は徒歩で通行可能。ただし、峠上にある掘割の部分は現在では登山道として活用されていない。
新潟県側の居坪坂によりバイパスされた区間は、法令上はれっきとした現役の国道であり続けていながら、すでに自然に還っている。この区間では先述のトンネルの崩壊により早い時期から歩行者すら通り抜け不能となっているため、事実上の廃道状態となって100年以上が経過しており、徒歩通行どころか立ち入ることさえも困難なほど壊滅的に荒廃している。
代替ルートとして、登山者は清水峠から居坪坂もしくは明治期以前の古道である十五里尾根（謙信尾根）の登山道を経由して清水へ向かうことになる。

## 地理

### 通過する自治体
- 群馬県
  - 前橋市 - 渋川市 - 沼田市 - 利根郡みなかみ町
- 新潟県
  - 南魚沼市 - 魚沼市 - 長岡市 - 小千谷市 - 長岡市 - 柏崎市

### 交差する道路
- 国道17号、国道50号（前橋市・本町一丁目交差点）
- 国道17号、国道17号上武道路（前橋市田口町・田口町南交差点）
- 国道17号（渋川市半田・半田交差点）
- 国道353号（渋川市渋川・下郷交差点）
- 国道17号、国道353号（渋川市渋川・吾妻新橋南交差点）
- 国道353号（渋川市・吹屋交差点）
- 国道17号（渋川市中郷・長坂交差点）
- 国道17号、国道145号（沼田市・下川田町交差点）
- 国道120号、国道401号（沼田市・戸鹿野町交差点）
- 国道17号（みなかみ町・政所川原交差点）
- 関越自動車道（みなかみ町真庭・月夜野IC）
- 国道17号（みなかみ町・上津大原交差点）
- 関越自動車道（みなかみ町寺間・水上IC）
- 関越自動車道（魚沼市干溝・魚沼IC）
- 国道17号（魚沼市中原・古新田交差点）
- 国道352号（魚沼市・井口新田交差点）
- 国道17号、国道252号、国道352号（魚沼市・四日町交差点）
- 国道252号、国道352号（魚沼市・並柳東交差点）
- 国道17号（小千谷市・小千谷バイパス薭生IC）
- 国道117号、国道351号、国道403号（小千谷市・桜町上交差点）
- 関越自動車道（小千谷市両新田、小千谷IC）
- 国道404号（長岡市・七日町交差点）
- 国道252号（柏崎市・鳥越交差点）
- 北陸自動車道（柏崎市両田尻、柏崎IC）
- 国道8号バイパス（柏崎市・茨目交差点）
- 国道8号（柏崎市・日吉町交差点）

### 峠
群馬県
- 清水峠（標高1,448 m）（利根郡みなかみ町 - 新潟県南魚沼市）※点線国道区間

新潟県
- 桜町峠（小千谷市 - 長岡市）
- 武石峠（長岡市 - 柏崎市）

## ギャラリー

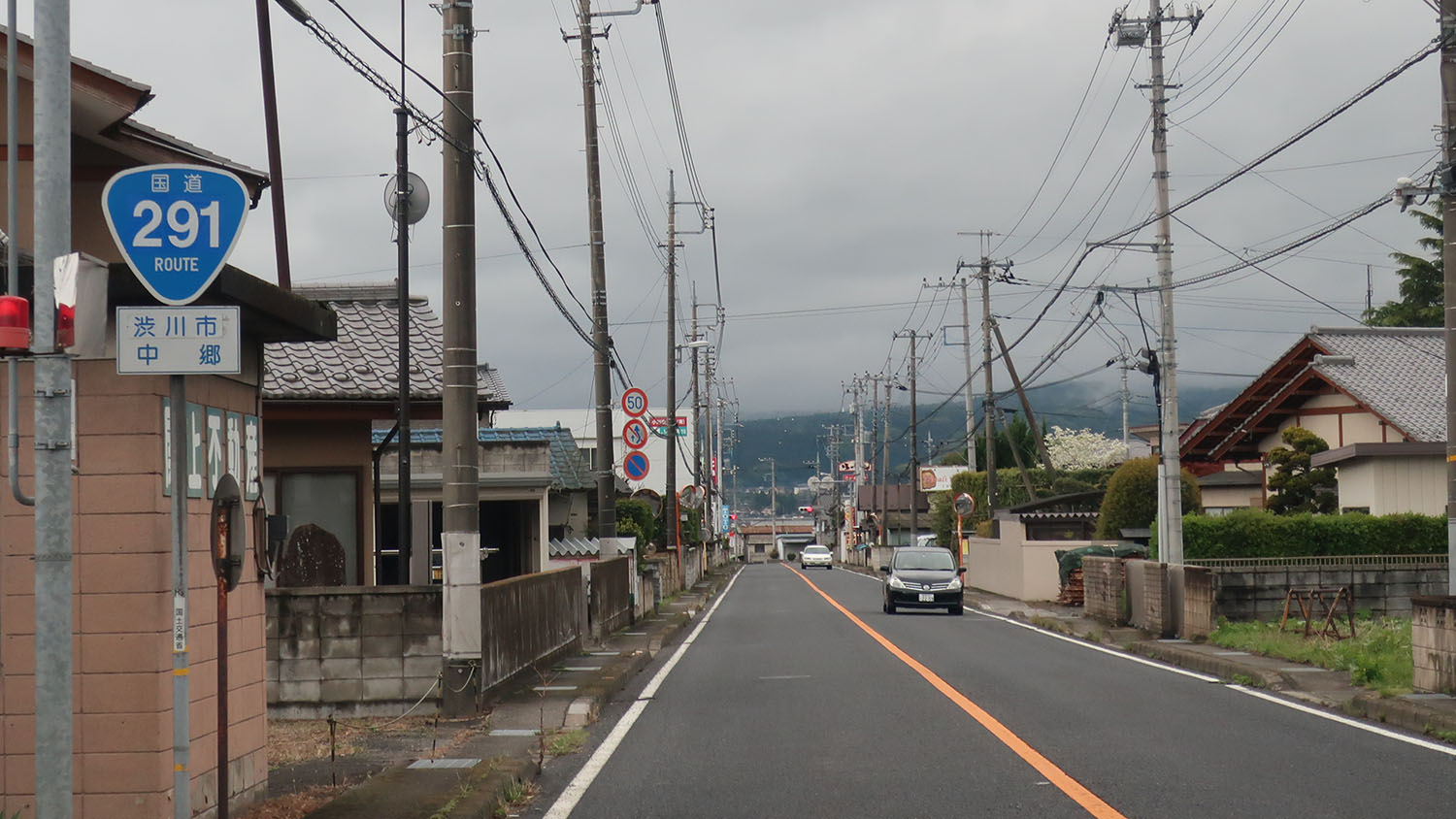
群馬県渋川市中郷乙
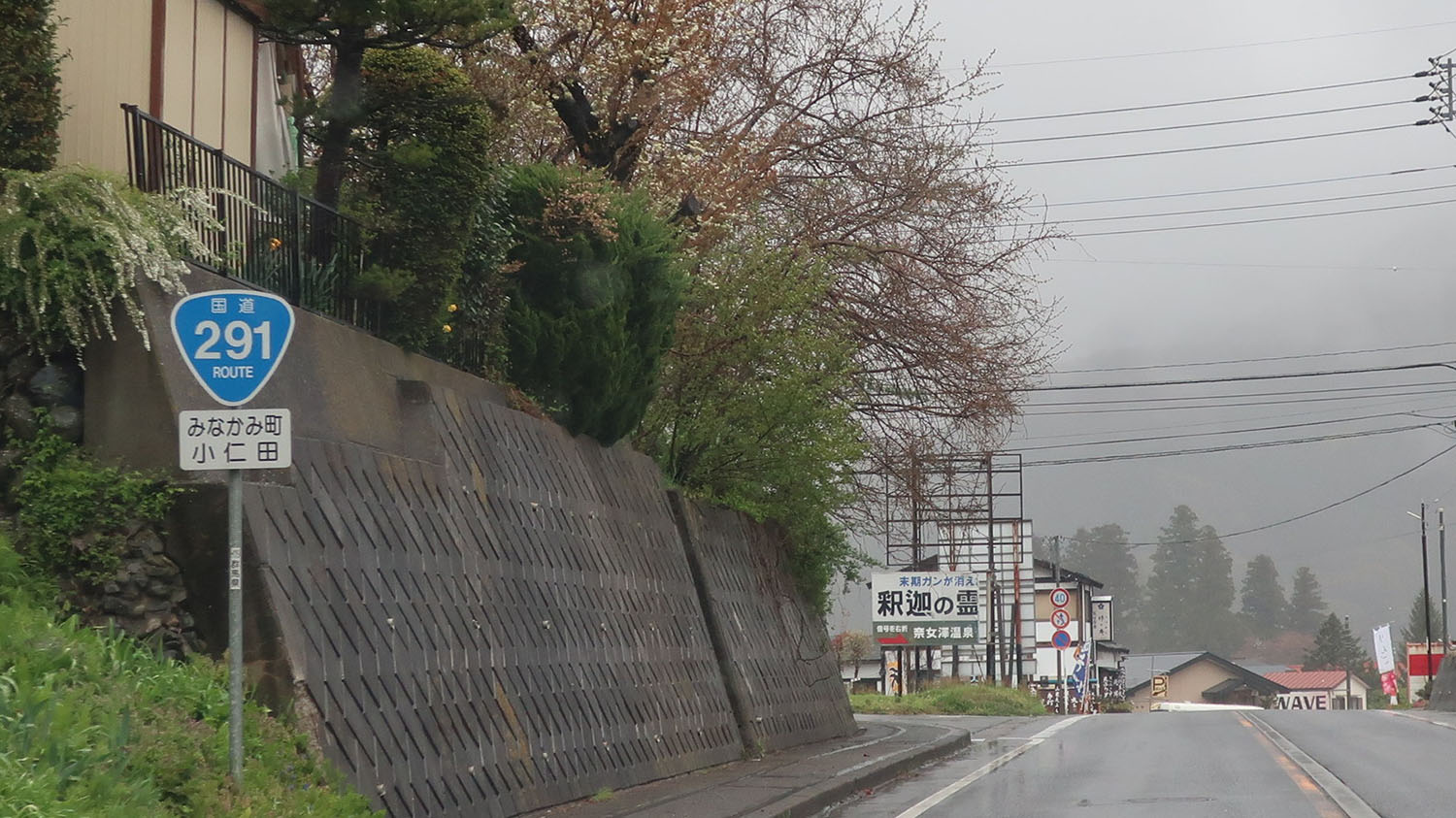
群馬県利根郡 みなかみ町小仁田
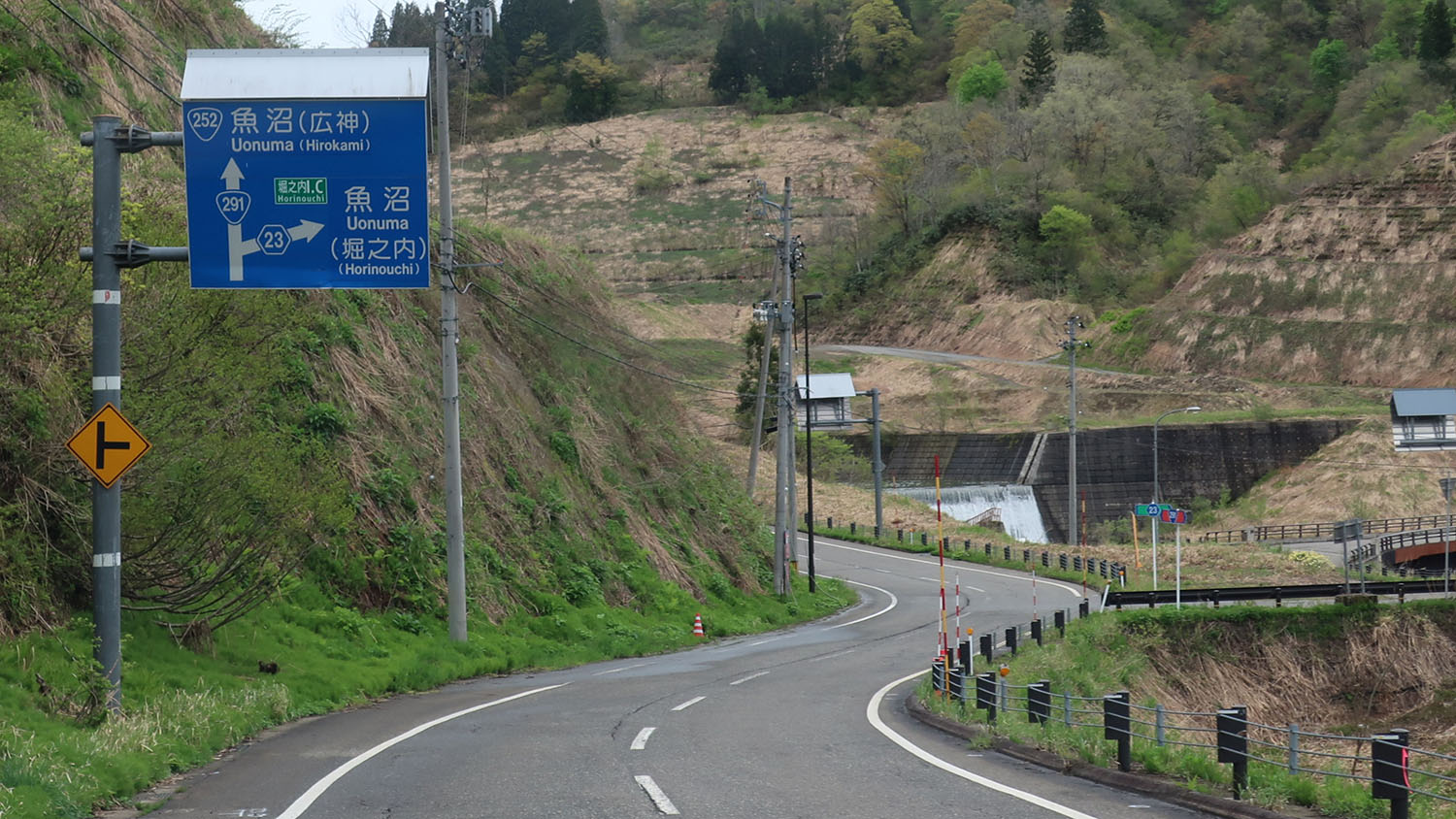
新潟県長岡市山古志 東竹沢
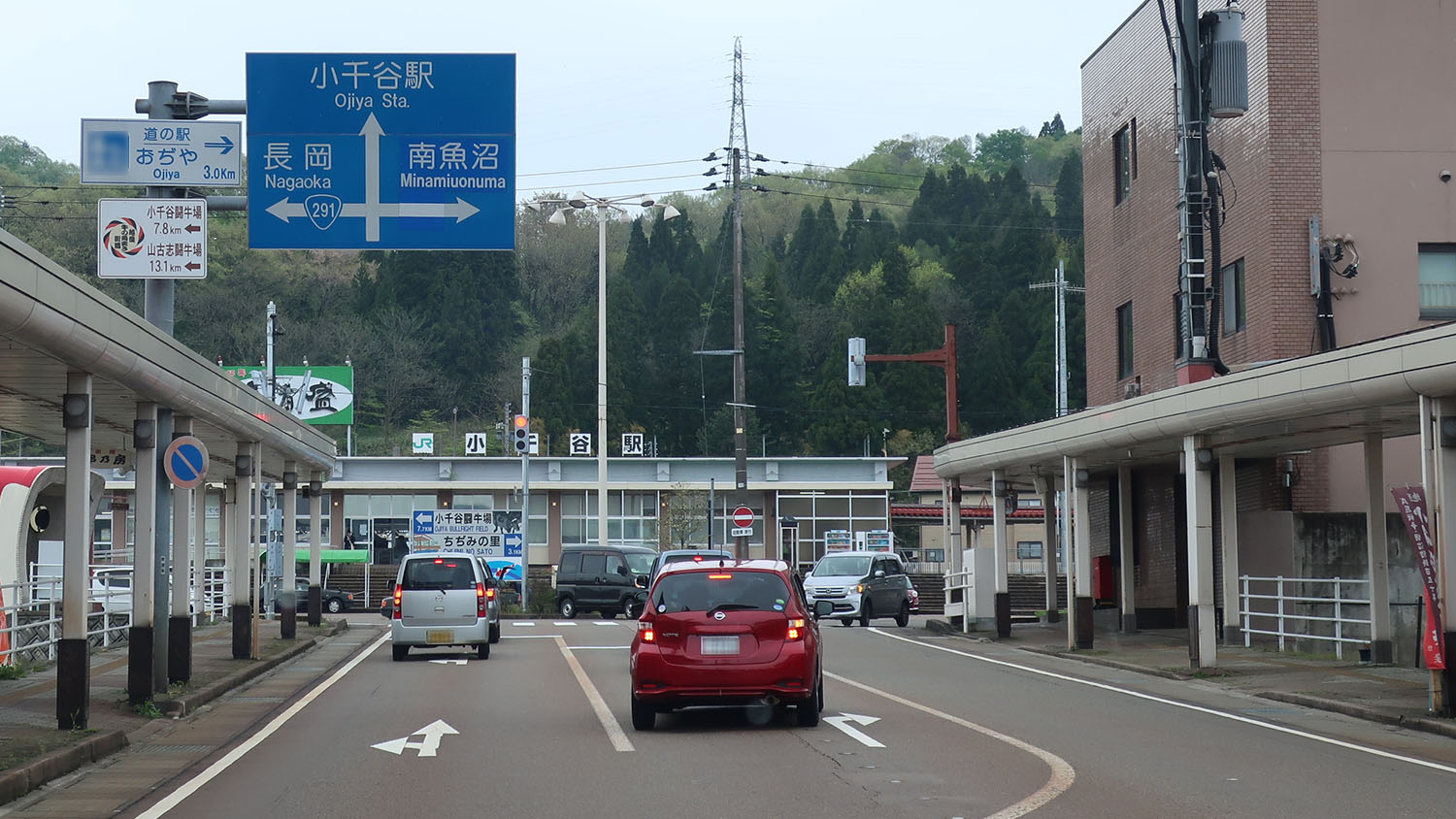
小千谷駅前 新潟県小千谷市東栄